# Спайкър Ф1
Спайкър Ф1 (на английски език – Spyker F1) е нидерландски отбор от Формула 1, наследник на екипа Джордан Гранд При.
Създаден е през септември 2006 от компанията за производство на спортни автомобили – „Спайкър Карс“ (Spyker Cars), след придобиването на бившия тим от Формула 1 – „Мидланд Ф1“ (Midland F1).
След края на сезон 2007 тимът е продаден на индийския мултимилионер Виджай Маля и холандските братя Михаел и Ян Мол, като екипа е прекръстен на Форс Индия